# Guy Simonds
Guy Granville Simonds (ur. 23 kwietnia 1903 w Bury St Edmunds, zm. 15 maja 1974 w Toronto) – kanadyjski generał. Podczas II wojny światowej brał udział w kampanii włoskiej oraz walkach na froncie zachodnim; dowodził m.in. II Korpusem Kanadyjskim. W latach 1951–1955 był Szefem Sztabu Generalnego Armii Kanadyjskiej. Jest uznawany za jednego z najlepszych dowódców kanadyjskich okresu II wojny światowej.

## Młodość
Urodził się w Anglii w rodzinie o silnych tradycjach wojskowych. Zarówno jego dziadek jak i ojciec byli oficerami Armii Brytyjskiej. W wieku 9 lat przeniósł się wraz z rodziną do Vancouver w Kanadzie. Ukończył Ashbury College w Ottawie.

## Wczesna kariera
W latach 1921–1925 studiował w Royal Military College of Canada (RMC). Był jednym z najlepszych słuchaczy na swoim roku, otrzymał dyplom z wyróżnieniem. W 1926 roku rozpoczął zawodową karierę wojskową. Przez 7 lat służył w Królewskiej Kanadyjskiej Artylerii Konnej osiągając stopień kapitana. Jako utalentowany młody oficer otrzymał etat instruktora w Królewskiej Kanadyjskiej Szkole Artylerii. W okresie 1936–1938 pogłębiał swoją edukację w Wielkiej Brytanii w prestiżowym Staff College w Camberley. Po powrocie do Kanady został wykładowcą artylerii i taktyki w RMC. W swoich publikacjach postulował mechanizację armii, przewidując kluczową rolę jaką będą odgrywać mobilne jednostki zmotoryzowane w przyszłych konfliktach zbrojnych. 

## II wojna światowa

### 1939-1942

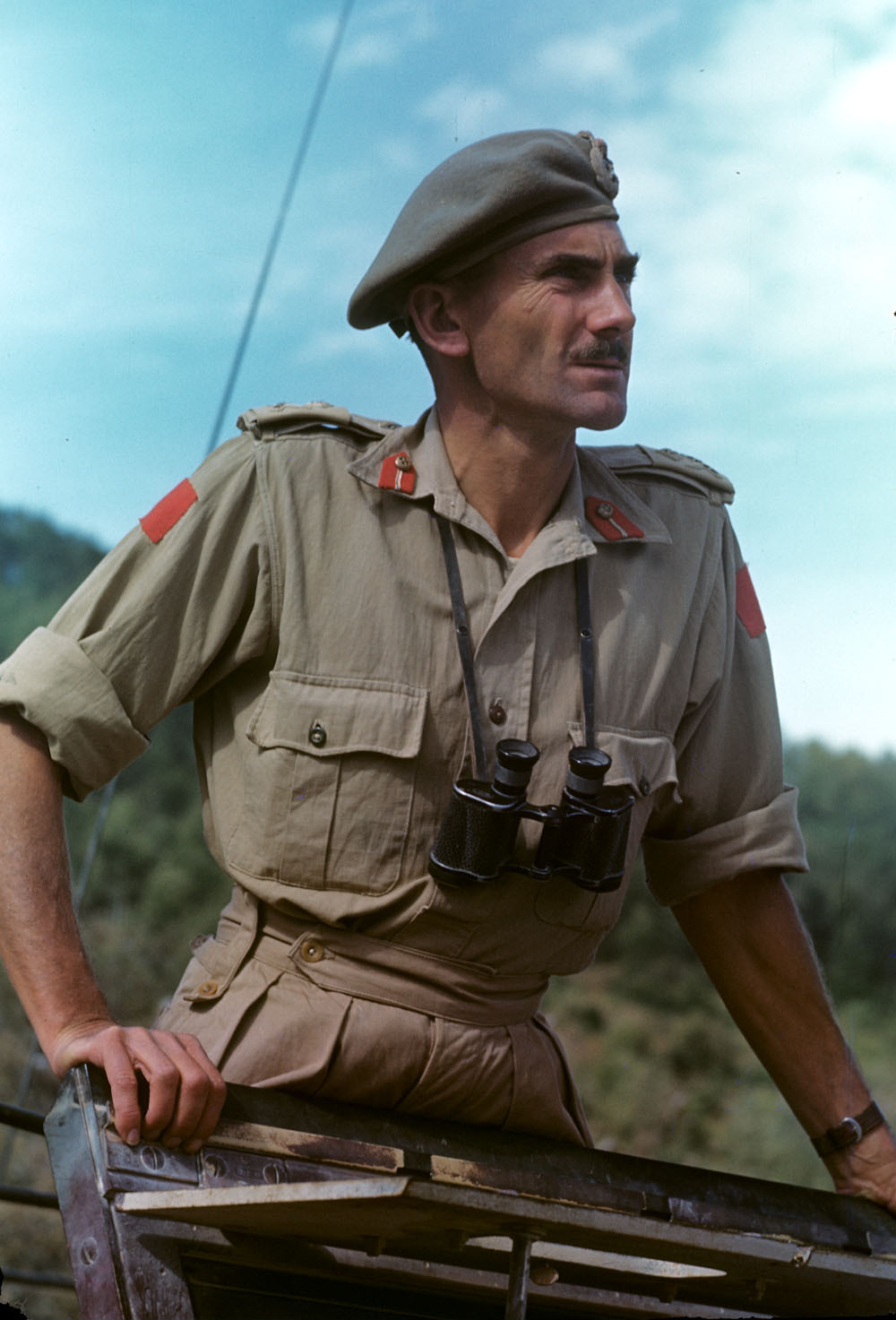
Generał major Guy Simonds we Włoszech (1943)

Po wybuchu wojny został awansowany na majora i otrzymał stanowisko w sztabie 1 Kanadyjskiej Dywizji Piechoty. W grudniu 1939 roku przybył wraz z jej oddziałami do Wielkiej Brytanii. Szybko piął się po kolejnych szczeblach kariery. W lipcu 1940 roku objął dowództwo nad 1 Regimentem Królewskiej Kanadyjskiej Artylerii Konnej, od maja 1941 kierował sztabem 2 Kanadyjskiej Dywizji Piechoty, a we wrześniu 1942 został dowódcą 1 Kanadyjskiej Brygady Piechoty.

### Kampania włoska
W 1943 roku był już generałem majorem – najmłodszym oficerem tej rangi w kanadyjskiej armii. W kwietniu powierzono mu dowództwo nad 1 Kanadyjską Dywizją Piechoty, która przygotowywała się do wzięcia udziału w Operacji Husky. Kampania sycylijska była jego bojowym debiutem, mimo to sprawne i energiczne dowodzenie piechotą oraz umiejętność współdziałania z formacjami pancernymi i artylerią zostało pozytywnie ocenione przez dowódcę 8 Armii Bernarda Montgomery'ego. Odtąd Simonds stał się jednym z ulubionych dowódców brytyjskiego generała. 
Od listopada 1943 do stycznia 1944 Simonds dowodził na Półwyspie Apenińskim 5 Kanadyjską Dywizją Pancerną. 29 stycznia został awansowany do stopnia generała porucznika i przeniesiony do Wielkiej Brytanii, gdzie ruszyły przygotowania do Operacji Overlord.

### Front zachodni

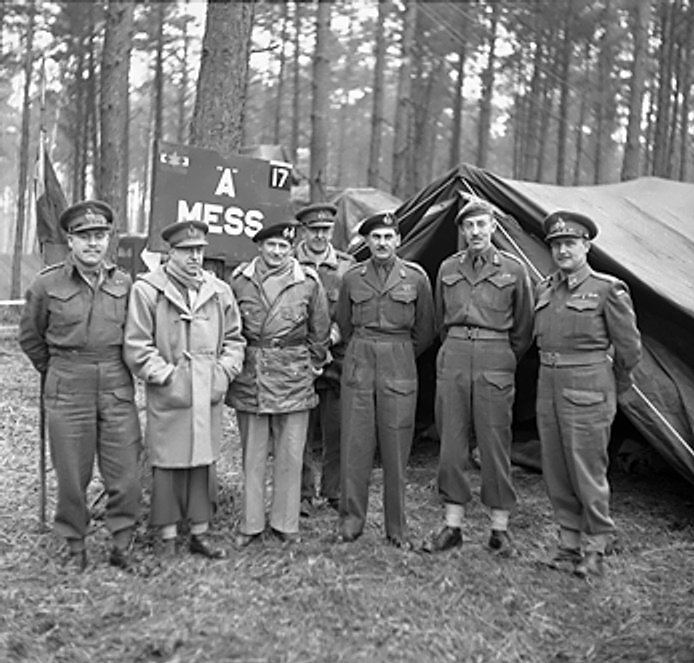
Montgomery wizytujący 1 Armię Kanadyjską (luty 1945). Od lewej: Vokes, Crerar, Montgomery, Horrocks, Simonds, Spry, Mathews

Simonds został wytypowany do objęcia stanowiska dowódcy nowego II Korpusu Kanadyjskiego. W jego skład miały najpierw wejść 2 i 3 Kanadyjska Dywizja Piechoty, a w toku dalszych działań miał zostać wzmocniony jednostkami pancernymi. Korpus wszedł do akcji w Normandii w lipcu 1944 i wziął udział w zdobyciu Caen. Wkrótce został włączony do 1 Armii Kanadyjskiej Harry'ego Crerara. 
Na początku sierpnia Montgomery (dowodzący teraz 21 GA) nakazał Simondsowi opracowanie planu zdobycia miasta Falaise, co miało umożliwić okrążenie znajdujących się w Normandii niemieckich wojsk. Do jego dyspozycji oddano świeżo przybyłe z Anglii polską 1 Dywizję Pancerną i 4 Kanadyjską Dywizję Pancerną. Operacja o kryptonimie Totalize ruszyła nad ranem 8 sierpnia i pomimo początkowych sukcesów zakończyła się niepowodzeniem. 14 sierpnia Simonds ponowił atak (operacja Tractable). Tym razem kanadyjska piechota opanowała po ciężkich walkach Falaise, a dywizje pancerne zablokowały przeprawy przez rzekę Dives w rejonie Trun i Chambois, zamykając Niemców w kotle. Nim jednak to nastąpiło połowa sił niemieckich zdążyła uciec na wschód, za co na głowę Simondsa spadła fala krytyki. 

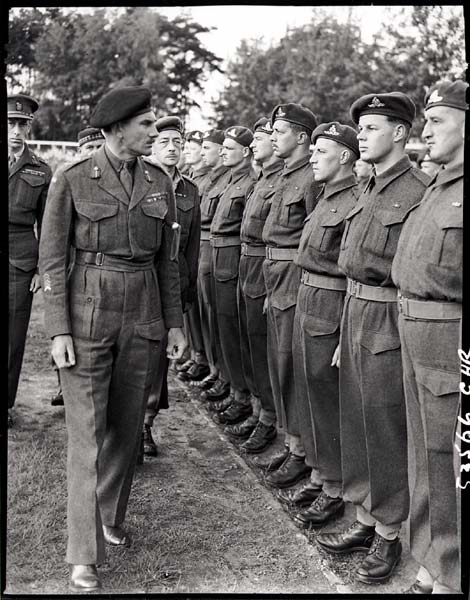
Generał Simonds dokonujący inspekcji oddziałów II Korpusu Kanadyjskiego (Meppen, 31 maja 1945)

Guy Simonds podczas kampanii normandzkiej dał się poznać jako innowacyjny dowódca. Był m.in. pomysłodawcą użycia reflektorów przeciwlotniczych wspomagających nocny atak podczas operacji Spring. Odbity od chmur snop światła miał oświetlić pozycje nieprzyjaciela, a wycelowany na wprost go oślepić. Taktyka ta okazała się obusieczną bronią, gdyż zdradzała cele ataku oraz stanowiska kanadyjskie. O wiele bardziej udanym okazał się pomysł przerobienia kadłubów wycofanych z użytku dział samobieżnych M7 Priest na transportery opancerzone „Kangur”. Dzięki nowatorskiej taktyce zmasowanego nocnego desantu piechoty na Kangurach Kanadyjczykom udało się szybko przełamać niemieckie linie obrony podczas pierwszej fazy Operacji Totalize.
W okresie 27 września - 8 listopada 1944 roku Simonds przejął w zastępstwie chorego na czerwonkę Crerara dowództwo nad całą 1 Armią Kanadyjską. Pod jego rozkazami Kanadyjczycy opanowali ujście Skaldy, co umożliwiło Aliantom korzystanie z portu w Antwerpii. Po zakończeniu rekonwalescencji Crerara powrócił do II Korpusu, którym kierował w kampanii holenderskiej oraz działaniach w północno-zachodnich Niemczech, aż do końca wojny.

### Krytyka
Nie był popularny wśród podwładnych mu kanadyjskich oficerów. Część z nich uważała go za nietolerancyjnego i chłodnego karierowicza. Generał Chris Vokes powiedział o nim, że „był najlepszym kanadyjskim generałem, ale jako dowódca nie był wart złamanego grosza”. Natomiast generał George Kitching obarczył go winą za niepowodzenia swojej 4 Kanadyjskiej Dywizji Pancernej podczas bitwy pod Falaise (został jeszcze w trakcie jej trwania odwołany przez Simondsa z dowodzenia). 
Według Montgomery'ego Simonds był podczas II wojny światowej „jedynym kanadyjskim oficerem kompetentnym do dowodzenia na najwyższym szczeblu”. Zdaniem Omara Bradleya był „najlepszym kanadyjskim generałem”, a Miles Dempsey określił go jako swojego najlepszego dowódcę korpusu. Amerykański historyk Victor Brooks wytyka Simondsowi opieszałość w zamknięciu Kotła Falaise, mimo to opisuje go jako wszechstronnego, pomysłowego i najbardziej efektywnego alianckiego dowódcę szczebla korpusu podczas kampanii normandzkiej. Natomiast kanadyjski historyk Jack Granatstein pisze o nim jako „najlepszym kanadyjskim żołnierzu II wojny światowej”.

## Działalność powojenna
Po zakończeniu działań wojennych dowodził kanadyjskimi wojskami okupacyjnymi w Niemczech, po czym przeniósł się do Wielkiej Brytanii, gdzie wykładał w Royal College of Defence Studies. W 1949 roku powrócił do Kanady i objął stanowisko rektora RMC. W latach 1951–1955 pełnił funkcję Szefa Sztabu Generalnego Kanadyjskiej Armii. Był odpowiedzialny za jej reorganizację w obliczu wojny koreańskiej oraz wstąpienia Kanady do NATO. W 1956 roku przeszedł w stan spoczynku.

## Odznaczenia
- brytyjskie i kanadyjskie:
  - Order Kanady – Companion
  - Order Łaźni – Companion
  - Order Imperium Brytyjskiego – Commander
  - Distinguished Service Order
  - 1939-1945 Star
  - Africa Star
  - Italy Star
  - France and Germany Star
  - Defence Medal
  - Canadian Volunteer Service Medal z okuciem
  - War Medal 1939-1945 z MID
  - Canadian Forces Decoration z dwoma okuciami
- amerykańskie
  - Legion of Merit – Commander
- belgijskie
  - Order Leopolda – Komandor z palmą
  - Krzyż Wojenny z palmą
- francuskie:
  - Legia Honorowa – Komandor
  - Krzyż Wojenny z palmą
- holenderskie:
  - Order Oranje-Nassau – Komandor
- polskie:
  - Order Virtuti Militari – Krzyż Srebrny